# Metasphondylia squamosa
Metasphondylia squamosa är en tvåvingeart som beskrevs av Tavares 1918. Metasphondylia squamosa ingår i släktet Metasphondylia och familjen gallmyggor. Inga underarter finns listade i Catalogue of Life.